# Леппяля, Ярно
Ярно «Ярппи» Юхани Леппяля (фин. Jarno «Jarppi» Juhani Leppälä; 11 августа 1979, Сейняйоки, Финляндия) — финский шоу-мен и участник The Dudesons. В финском варианте шоу так же указывался как «Jarno2», но большую известность получил как Jarppi.

## Биография
Родился 11 августа 1979 года в городе Сейняйоки. Примерно в 2001 году вместе со своими друзьями детства Ярно Лаасала, Юккой Хилденом и Ханну-Пеккой «HP» Парвиаиненом начали снимать первое шоу «The Dudesons», которое транслировалось по каналу MoonTV. Вскоре, The Dudesons начали давать живые выступления вместе с группой The Odorants. В 2004 году Ярппи начал новое шоу «Duudsonielämää».
В 2005 году Ярппи и Юкка, приняли участие в шоу Viva La Bam на MTV вместе с «Чудаками» и главным героем шоу Бэмом Марджерой.
Ярппи обычно известен как «Весёлый толстый парень», как всё время шутящий, и смеющийся над выходками своего напарника Юкки. На официальном сайте заявлено: «Ярппи — король прямоходящих, а также самый неуклюжий Дьюдсон. Он очень изобретательный и может построить всё что угодно; машины, ракеты и другие приспособления, которые Dudesons могут использовать в своих трюках.»

## Потеря пальца
Слоган Ярппи «Два больших пальца вверх» так как он потерял большой палец на правой руке. Обычно это объясняется тем, что он потерял его в схватке с полярным медведем. Однако был слух, что это произошло когда он делал трюк на мотоцикле, а в интервью 2001 года, он сказал что это произошло когда он пользовался электропилой. Врачи пытались пришить палец, но операция закончилась неудачей. Сохранённый палец появляется в седьмом эпизоде шоу третьего сезона: «Возвращение большого пальца Ярппи».

## Семья
В апреле 2010 певица Элина Карттунен — жена Ярно — родила ему сына.

## Фильмография

### Телевидение
- Танцы со звёздами (Финляндия, 2011) (финалист)
- Мировой Тур (Финляндия, 2001—2003)
- Törkytorstai (Финляндия, 2003—2004)
- Duudsoni Elämää (Финляндия, 2004)
- The Dudesons (2006-настоящее время)
- Piilokamerapäälliköt (Финляндия, 2008)
- Operaatio Maa (Финляндия, 2008)
- Teräspallit (Финляндия, 2010)
- The Dudesons in America (2010)

### Кино
- The Dudesons Movie (2006)
- Bam Margera Presents: Where the ♯$&% Is Santa?  (2008)
- Minghags (2009)
- Jackass 3D (2010)